# Dieter Appelt
Pour les articles homonymes, voir Appelt.
Dieter Appelt, né le 3 mars 1935 à Niemegk dans le Brandebourg, est un photographe plasticien, peintre et sculpteur allemand. Il vit et travaille à Berlin.

## Biographie
Né le 3 mars 1935, Dieter Appelt est adolescent  en République démocratique allemande. Il suit des études de musique de 1954 à 1958 à la Mendelssohn Bartholdy Akademie de Leipzig . Il quitte la RDA en 1959, s'installe à Berlin-Ouest et s'y forme à la photographie à l’ Hochschule der Künste où il a notamment pour professeur le photographe Heinz Hajek-Halke.
À la fin des années 1970 il entame une œuvre exigeante et austère, pratiquant à la fois la photographie, le cinéma, la sculpture ou le dessin.
Ses images tourmentées expriment l'angoisse et la détresse de l'être humain « avec la peur d'être né et de devoir mourir ».
Son travail comprend de la photographie, des films et de la vidéo. À la limite de l'autoportrait, son œuvre est à rapprocher du body art.
Fortement influencé à ses débuts par les travaux de Joseph Beuys ou par les actionnistes viennois, il met en scène son propre corps dans des performances, des photographies et des films, devenant à la fois le sujet et l’objet de ses œuvres. Il considère la photographie comme une allégorie du passage entre la vie et la mort et y voit non seulement une façon de fixer sa propre mortalité mais aussi de capter le passage du temps. Temps et lumière sont d’ailleurs indissociables dans la plupart de ses premiers travaux. Il opère donc de manière très théâtrale une fusion de son corps avec les matières du monde (terre, pierre) par une sorte de minéralisation. Il poursuit en cela sa réflexion sur le rapport entre l’homme et son milieu naturel.
D’un point de vue technique, il photographie en noir et blanc son visage ou ses mains dans des éléments naturels. Il pratique une série de superpositions infinitésimales de prises de vue innombrables avec un temps prolongé d’exposition, leur donnant une matérialité quasi spectrale. Par ce principe de stratification et en accentuant leur matérialité, le corps ou les objets deviennent véritablement sculpture.
Dans sa série des « Objets », il opère de la même façon avec des formes géométriques mystérieuses, hémisphères, cubes issus d’éléments d’architecture industrielle, à qui il donne ce même aspect spectral et tactile. Il utilise donc toutes les possibilités offertes au médium photographique en tentant sans cesse de rendre le temps visible.
Dieter Appelt est marqué dans le même temps par la littérature moderne. On peut citer son travail autour des « Cantos » d’Ezra Pound, à qui il dédie en 1981 une série de photographies des lieux où vécut le poète. Également influencé par les écrits de Raymond Roussel, il s’inspire d’une phrase de l’écrivain et réalise en 1977 sa célèbre série d’autoportraits « La tache que laisse le souffle sur le miroir », où l’on voit l’artiste laisser successivement un nuage de buée sur un miroir.
Enfin, l’exposition et le catalogue permettent de découvrir des œuvres plus récentes ou inédites spécialement créées pour l’occasion telles que ses travaux (photographies, dessins) relatifs au pont du Forth aux États-Unis (2004) ou sa série de photographies de sculptures « Ramifications » (2007) qui donne d’ailleurs son nom à l’exposition et au catalogue.

## Collections
- FRAC Bretagne, Brest[2].
- Art Institute of Chicago[3].
- Musée national des beaux-arts du Québec, Québec[4].

## Expositions personnelles
- 18 septembre - 17 octobre 1981 : Dieter Appelt : Photosequenzen Performance Objekte Filme, Neuer Berliner Kunstverein, Berlin[5].
- 13 janvier - 6 février 1983 : Dieter Appelt : Pitigliano 1982, Lenbachhaus, Munich[6].
- 1989 : Dieter Appelt, Palais de Tokyo, Paris, organisée par le Centre national de la photographie[7].
- avril - mai 1991 : Dieter Appelt, Galerie Bouqueret+Lebon, Paris[8].
- 19 novembre 1994 - 8 janvier 1995 : Dieter Appelt, Art Institute of Chicago[9].

puis 1er mars - 14 mai 1995 : Musée du Québec, Québec ; septembre - octobre 1995 : Grey Art Gallery, New York ; 2 décembre 1995 - 21 janvier 1996 : Contemporary Art Center, La Nouvelle-Orléans ; 15 octobre - 28 novembre 1996 : Staatliche Museen zu Berlin, Kunstbibliothek, Berlin.
- 17 août - 5 novembre 1995 : Musée Guggenheim, New York.
- 21 juin - 13 juillet : Gedächtnis der Vorstellung : Dieter Appelt, Hochschule der Künste, Berlin[11].
- 3 juillet - 15 août 1998 : Scène de la séduction, Rencontres de la photographie d'Arles.
- 9 mars - 22 mai 2005 : Dieter Appelt : Forth Bridge - cinéma. Espace métrique, Centre canadien d'architecture, Montréal[12],[13].
- 4 novembre 2005 - 15 janvier 2006 : Dieter Appelt. Cinema prima, La Maison rouge, fondation Antoine-de-Galbert, Paris[14],[15].
- 4 juillet - 28 octobre 2007 : Dieter Appelt. Ramifications, musée Réattu, Arles[16].

## Récompenses et distinctions
- 1997 : membre de l'Académie des arts de Berlin[1].